# Jocelyn Penn
Jocelyn Maurice Penn (ur. 10 września 1979 w Tucker) – amerykańska koszykarka występująca na pozycji skrzydłowej.

## Osiągnięcia
Na podstawie, o ile nie zaznaczono inaczej.
NCAA
- Uczestniczka rozgrywek II rundy turnieju NCAA (2002, 2003)
- Amatorska Sportmenka Roku Karoliny Południowej (2002)[3]
- Zaliczona do:
  - I składu:
    - SEC (2002, 2003)
    - All-American (2003 przez United States Basketball Writers Association – USBWA)
- Liderka wszech czasów konferencji SEC oraz drużyny South Carolina Gamecocks w przechwytach (353)[3]

Drużynowe
- Mistrzyni WBCBL (2005)
- Uczestniczka rozgrywek Eurocup (2005/06, 2007/08)[4]

Indywidualne
- MVP kolejki FGE (2, 18 – 2006/2007)[5][6]
- Uczestniczka meczu gwiazd:
  - PLKK (2006)[7]
  - ligi tureckiej (2009)[8]
  - WBCBL (2005)[9]
- Zaliczona do (przez eurobasket.com):
  - I składu:
    - defensywnego ligi tureckiej (2009)[8]
    - WBCBL Honorable Mention (2006)[10]

  - II składu ligi tureckiej (2009)[8]
  - Galerii Sław Sportu Hrabstwa Gwinnett[11]
- Liderka:
  - strzelczyń ligi tureckiej (2009)
  - ligi tureckiej w przechwytach (2009)
  - w blokach NWBL (2005)